# Actio popularis
Actio popularis (latin: 'folkhandling') är en juridisk term från den romerska rätten som syftar på förhållandet att en enskild privatperson i allmänhetens intresse (pro bono publico) stämmer någon utan att själv vara berörd av brottet eller är dess offer. Actio popularis förutsätter i någon utsträckning erga omnes, det vill säga uppfattningen att vissa brott är angelägenheter för alla, men är också skild från denna rättsprincip eftersom erga omnes inte nödvändigtvis företräds av enskilda personer. Actio popularis förekommer särskilt inom den amerikanska rätten (där enskilt åtal är vanligt), och har anförts vid frågor om vem som kommer att åtala brott mot jus cogens i internationell rätt.